# Abraxas quadrimorpha
Abraxas quadrimorpha är en fjärilsart som beskrevs av Inoue 1987. Abraxas quadrimorpha ingår i släktet Abraxas och familjen mätare. Inga underarter finns listade i Catalogue of Life.